# Patrik Berger
Patrik Berger (ur. 10 listopada 1973 w Pradze) – czeski piłkarz. Ostatnim jego klubem była Sparta Praga.
Patrik Berger zaczynał karierę jako junior w Sparcie Praga w 1989. Przeszedł do lokalnego rywala Slavii Praga w sezonie 1991/92. W sezonie 1995/96 przeszedł do Borussii Dortmund i od razu zdobył Mistrzostwo Niemiec. Po imponujących występach z reprezentacją Czech na Euro 96 został sprowadzony do Liverpoolu za 3,25 milionów funtów.
Berger grał imponująco w Liverpoolu, ale ścigały go kontuzje. Zachował miejsce w klubie i reprezentacji, ale na Euro 2000 rozegrał tylko jedno spotkanie, bo w eliminacjach został ukarany czerwoną kartką w meczu z Wyspami Owczymi.
W sezonie 2000/01 Berger doznał poważnej kontuzji i musiał lecieć do Stanów Zjednoczonych na operację przeprowadzoną przez dr Richarda Steadmana. Powrócił w końcu marca, aby wygrać Puchar UEFA.
W sezonie 2002/03 zagrał zaledwie w czterech meczach. W końcu sezonu przeszedł na zasadzie wolnego transferu do Portsmouth F.C. po 196 meczach dla Liverpoolu i 35 golach w nim strzelonych.
W swoim debiucie dla Portsmouth wygrał z Aston Villą 2-1, a Berger strzelił bramkę. Grał dobrze, lecz w lutym 2004 miał nawrót kontuzji, która zabrała mu resztę sezonu.
Portsmouth wypuścił go do Aston Villi. Berger podpisał kontrakt na dwa lata. W listopadzie 2006 Berger został wypożyczony do Stoke City, gdzie rozegrał 7 meczów, a w styczniu 2007 z powrotem był zawodnikiem klubu z Birmingham. W 2008 roku powrócił do Sparty.
W 2010 roku zakończył karierę piłkarską ze względu na przedłużający się okres leczenia kolana.

## Sukcesy jako zawodnik
- 1995 Superpuchar Niemiec z Borussią Dortmund
- 1995/96 Mistrzostwo Niemiec z Borussią Dortmund
- 2000/01 Puchar Anglii z Liverpoolem
- 2000/01 Puchar UEFA z Liverpoolem
- 2001/02 Tarcza Dobroczynności z Liverpoolem